# 孙子 (电视剧)
《孙子》，是中国2001年山东电视台制作、中国中央电视台出品的电视剧。根据军事家孙武的生平改编，共22集，滕敬德导演，师小红、杨洪武、李洪涛、陈剑月主演。

## 演员表
- 师小红 饰 孙武
- 李洪涛 饰 伍子胥
- 杨洪武 饰 吴王阖闾
- 彭晏辉 饰 夫差
- 陈剑月 饰 鲍田一
- 朱海兵 饰 终累
- 邢波 饰 孙明
- 于承惠 饰 田穰苴
- 侯永生 饰 田无宇
- 史忠宏 饰 夫概
- 董怀玉 饰 伯嚭
- 郭霄珍 饰 婴妫
- 林瀚 饰 孙驰
- 郭梦琪 饰 孙敌
- 王志强 饰 专毅
- 张书田 饰 烛庸
- 姬崇恭 饰 徐君章禹
- 于建丽 饰 邾夫人
- 罗文超 饰 徐君小公子
- 吕素彭 饰 楚昭王
- 曲安国 饰 囊瓦
- 孙承政 饰 沈尹戌
- 孟庆国 饰 徐国使者
- 饰 叔向
- 饰 齐景公